# Tatsiana Chaladovitj
Tatsiana Uladzimiraŭna Chaladovitj (belarusiska:  Тацця́на Уладзі́міраўна Халадо́віч, łacinka: Taćciana Uładzimieraŭna Chaładovič), född 21 juni 1991 i Pinsk, Vitryska SSR i Sovjetunionen (nuvarande Belarus), är en belarusisk friidrottare (spjutkastare).